# Lygromma taruma
Lygromma taruma là một loài nhện trong họ Gnaphosidae.
Loài này thuộc chi Lygromma. Lygromma taruma được Antonio D. Brescovit & A. B. Bonaldo miêu tả năm 1998.